# Grand Slam (rugby)
En rugby, el título de Grand Slam puede obtenerse de dos maneras:

## Torneo de las Seis Naciones
Durante el Torneo de las Seis Naciones y los torneos precedentes, en el cual toman parte los cuatro selecciones nacionales de rugby de las islas británicas, esto es Inglaterra, Escocia, Gales e Irlanda, más Francia y desde el 2000 Italia, el equipo que durante el torneo derrota en todos los partidos a los otros cinco oponentes se adjudica lo que se conoce como el Grand Slam.
No hay trofeo, es un título no oficial.
Ningún equipo ha logrado nunca tres Grand Slams consecutivos. Tres equipos: Gales (en 1908 y 1909), Inglaterra (1913 y 1914, 1923 y 1924, 1991 y 1992) y Francia (1997 y 1998) han ganado dos consecutivos. En 2005, Gales fue el primer equipo en obtener el Grand Slam que logró vencer tres partidos a domicilio. Posteriormente lo lograron Irlanda en 2009, Francia en 2016 y nuevamente Gales en 2019 y el último ganador es el equipo francés en 2022.
En Francia se conoce a este título como Le Grand Chelem.

### Palmarés

#### Total
| Año        | Equipo                                                                                    |
| ---------- | ----------------------------------------------------------------------------------------- |
| Inglaterra | 1913, 1914, 1921, 1923, 1924, 1928, 1957, 1980, 1991, 1992, 1995, 2003, 2016 (13 trofeos) |
| Gales      | 1908, 1909, 1911, 1950, 1952, 1971, 1976, 1978, 2005, 2008, 2012, 2019 (12 trofeos)       |
| Francia    | 1968, 1977, 1981, 1987, 1997, 1998, 2002, 2004, 2010, 2022 (10 trofeos)                   |
| Irlanda    | 1948, 2009, 2018, 2023 (4 trofeos)                                                        |
| Escocia    | 1925, 1984, 1990 (3 trofeos)                                                              |

#### Por año
| Año       | Equipo                                               |
| --------- | ---------------------------------------------------- |
| 1882-1907 | No disputado debido a la no participación de Francia |
| 1908      | Gales                                                |
| 1909      | Gales                                                |
| 1910      | No otorgado                                          |
| 1911      | Gales                                                |
| 1912      | No otorgado                                          |
| 1913      | Inglaterra                                           |
| 1914      | Inglaterra                                           |
| 1915-19   | No disputado debido a la Primera Guerra Mundial      |
| 1920      | No otorgado                                          |
| 1921      | Inglaterra                                           |
| 1922      | No otorgado                                          |
| 1923      | Inglaterra                                           |
| 1924      | Inglaterra                                           |
| 1925      | Escocia                                              |
| 1926      | No otorgado                                          |
| 1927      | No otorgado                                          |
| 1928      | Inglaterra                                           |
| 1929      | No otorgado                                          |
| 1930      | No otorgado                                          |
| 1931      | No otorgado                                          |
| 1932-1939 | No disputado debido a la no participación de Francia |
| 1940–46   | No disputado debido a la Segunda Guerra Mundial      |
| 1947      | No otorgado                                          |
| 1948      | Irlanda                                              |
| 1949      | No otorgado                                          |
| 1950      | Gales                                                |
| 1951      | No otorgado                                          |
| 1952      | Gales                                                |
| 1953      | No otorgado                                          |
| 1954      | No otorgado                                          |
| 1955      | No otorgado                                          |
| 1956      | No otorgado                                          |
| 1957      | Inglaterra                                           |
| 1958      | No otorgado                                          |
| 1959      | No otorgado                                          |
| 1960      | No otorgado                                          |
| 1961      | No otorgado                                          |
| 1962      | No otorgado                                          |
| 1963      | No otorgado                                          |
| 1964      | No otorgado                                          |
| 1965      | No otorgado                                          |
| 1966      | No otorgado                                          |
| 1967      | No otorgado                                          |
| 1968      | Francia                                              |
| 1969      | No otorgado                                          |
| 1970      | No otorgado                                          |
| 1971      | Gales                                                |
| 1972      | No otorgado                                          |
| 1973      | No otorgado                                          |
| 1974      | No otorgado                                          |
| 1975      | No otorgado                                          |
| 1976      | Gales                                                |
| 1977      | Francia                                              |
| 1978      | Gales                                                |
| 1979      | No otorgado                                          |
| 1980      | Inglaterra                                           |
| 1981      | Francia                                              |
| 1982      | No otorgado                                          |
| 1983      | No otorgado                                          |
| 1984      | Escocia                                              |
| 1985      | No otorgado                                          |
| 1986      | No otorgado                                          |
| 1987      | Francia                                              |
| 1988      | No otorgado                                          |
| 1989      | No otorgado                                          |
| 1990      | Escocia                                              |
| 1991      | Inglaterra                                           |
| 1992      | Inglaterra                                           |
| 1993      | No otorgado                                          |
| 1994      | No otorgado                                          |
| 1995      | Inglaterra                                           |
| 1996      | No otorgado                                          |
| 1997      | Francia                                              |
| 1998      | Francia                                              |
| 1999      | No otorgado                                          |
| 2000      | No otorgado                                          |
| 2001      | No otorgado                                          |
| 2002      | Francia                                              |
| 2003      | Inglaterra                                           |
| 2004      | Francia                                              |
| 2005      | Gales                                                |
| 2006      | No otorgado                                          |
| 2007      | No otorgado                                          |
| 2008      | Gales                                                |
| 2009      | Irlanda                                              |
| 2010      | Francia                                              |
| 2011      | No otorgado                                          |
| 2012      | Gales                                                |
| 2013      | No otorgado                                          |
| 2014      | No otorgado                                          |
| 2015      | No otorgado                                          |
| 2016      | Inglaterra                                           |
| 2017      | No otorgado                                          |
| 2018      | Irlanda                                              |
| 2019      | Gales                                                |
| 2020      | No otorgado                                          |
| 2021      | No otorgado                                          |
| 2022      | Francia                                              |
| 2023      | Irlanda                                              |
| 2024      | No otorgado                                          |
| 2025      | No otorgado                                          |

## Grand Slam en una vuelta
Un Grand Slam en una vuelta es logrado por aquella selección nacional del hemisferio sur que vence a los cuatro equipos de rugby de las islas británicas, es decir; Inglaterra, Escocia, Gales e Irlanda en una gira de 4 partidos a una sola vuelta.
| Equipo                                       | Años                               |
| -------------------------------------------- | ---------------------------------- |
| Selección nacional de rugby de Sudáfrica     | 1912/13, 1931/32, 1951/52, 1960/61 |
| Selección nacional de rugby de Nueva Zelanda | 1978, 2005, 2008, 2010             |
| Selección nacional de rugby de Australia     | 1984                               |